# Hoses Kleinstgleithörnchen
Hoses Kleinstgleithörnchen (Petaurillus hosei) ist ein Gleithörnchen aus der Gattung der Kleinstgleithörnchen (Petaurillus). Es kommt ausschließlich im nördlichen Teil der Insel Borneo vor.

## Merkmale
Hoses Kleinstgleithörnchen gehört gemeinsam mit den anderen Arten der Gattung zu den kleinsten Gleithörnchenarten, ist jedoch etwa doppelt so groß wie Emilias Kleinstgleithörnchen (Petaurillus emiliae). Es erreicht eine Kopf-Rumpf-Länge von etwa acht bis neun Zentimetern und besitzt einen etwa ebenso langen Schwanz. Das Gewicht liegt bei etwa 30 Gramm. Die Rückenfärbung ist dunkelbraun, die Bauchseite weiß und der Schwanz grau bis dunkelgrau, manchmal mit einer weißen Spitze.
Wie alle Zwerggleithörnchen hat es eine behaarte Gleithaut, die Hand- und Fußgelenke miteinander verbindet und durch eine Hautfalte zwischen den Hinterbeinen und dem Schwanzansatz vergrößert wird. Die Gleithaut ist muskulös und am Rand verstärkt, sie kann entsprechend angespannt und erschlafft werden, um die Richtung des Gleitflugs zu kontrollieren.

## Verbreitung

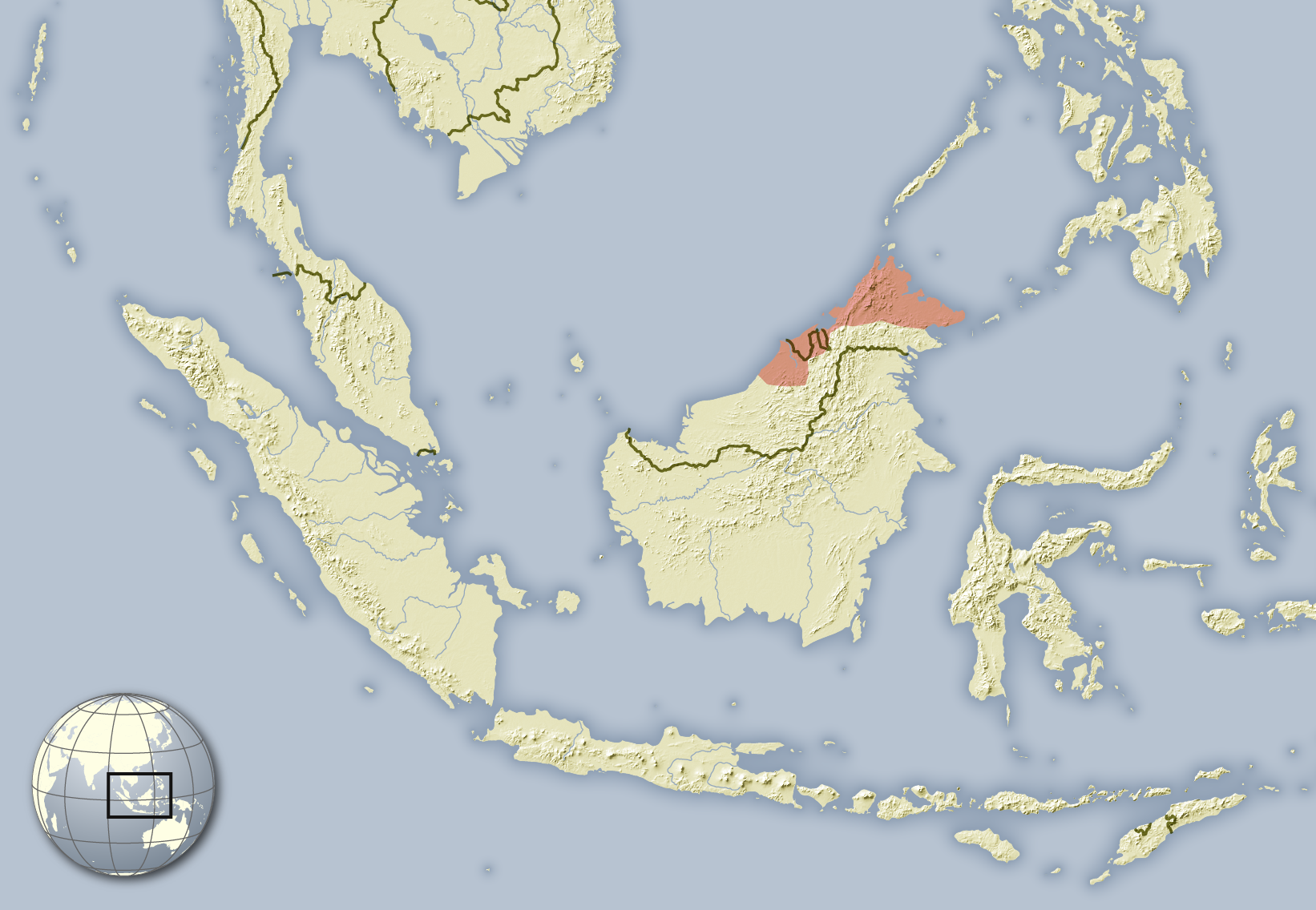
Verbreitungsgebiete von Hoses Kleinstgleithörnchen

Hoses Kleinstgleithörnchen kommt ausschließlich auf der Insel Borneo vor und wurde dort in den malaiischen Bundesstaaten Sarawak und Sabah sowie im Sultanat Brunei nachgewiesen.

## Lebensweise
Über die Lebensweise des Gleithörnchens liegen ebenso wie für die beiden anderen Arten der Gattung so gut wie keine Daten vor. Es ist strikt baumlebend und nachtaktiv, Sichtungen sind selten. Wahrscheinlich bevorzugt die Art hohe aus Zweiflügelfruchtbäumen (Dipterocarpus) gebildete Primärwälder des Flachlands. Aufgrund ihrer geringen Größe und des geringen Gewichts sind die Tiere der Gattung wahrscheinlich in der Lage, langsamer und gezielter zu gleiten als andere Gleithörnchen.

## Systematik
Hoses Kleinstgleithörnchen wird als eigenständige Art innerhalb der Gattung der Kleinstgleithörnchen  (Petaurillus) eingeordnet, die insgesamt drei Arten enthält. Die wissenschaftliche Erstbeschreibung stammt von Oldfield Thomas aus dem Jahr 1900 anhand eines Individuums vom Toyut River im Baram-Distrikt im malaiischen Bundesstaat Sarawak.
Innerhalb der Art werden keine Unterarten unterschieden.

## Bestand, Gefährdung und Schutz
Hoses Kleinstgleithörnchen wird von der International Union for Conservation of Nature and Natural Resources (IUCN) aufgrund der wenigen verfügbaren Daten nicht in eine Gefährdungskategorie eingeordnet und als „data deficient“ gelistet. Die Art wurde nur an sehr wenigen Stellen nachgewiesen und es gibt keine Aussagen über das Verbreitungsgebiet und den Bestand der Tiere, konkrete Bestandsaufnahmen haben nicht stattgefunden.
Als Hauptgefährdungsursache wird der Lebensraumverlust durch die Umwandlung von Wäldern in landwirtschaftliche Flächen sowie der Holzeinschlag angesehen.

## Belege
1. 1 2 3 4 5 6  Richard W. Thorington Jr., John L. Koprowski, Michael A. Steele: Squirrels of the World. Johns Hopkins University Press, Baltimore MD 2012; S. 108–109. ISBN 978-1-4214-0469-1
2. 1 2 3 4 5  Petaurillus hosei in der Roten Liste gefährdeter Arten der IUCN 2014.1. Eingestellt von: J.W. Duckworth, C. Francis, 2008. Abgerufen am 25. Juni 2014.
3. 1 2 3  Don E. Wilson & DeeAnn M. Reeder (Hrsg.): Petaurillus hosei in Mammal Species of the World. A Taxonomic and Geographic Reference (3rd ed).